# Крылов, Виктор Соломонович
Виктор Соломонович Крылов (18 марта 1925 — 2 декабря 2021) — советский и российский хирург, учёный, доктор наук, профессор, один из создателей школы микрохирургии в СССР и России. Специалист по хирургии сосудов.

## Биография
Родился в Перми в семье медиков. Отец — Соломон Исаевич Крылов — челюстно-лицевой хирург, доцент; мать — Мария Борисовна Крылова — врач-гинеколог. Закончил Молотовский медицинский институт (1945) и там же аспирантуру по топографической анатомии и оперативной хирургии (1945—1948). Тема кандидатской диссертации «Иннервация мышц бедра и голени человека» (Пермь, 1947). В 1948-58 работал хирургом в Молотовской областной больнице (ныне Пермский клинический кардиологический диспансер). В 1959—1973 заведовал Отделом хирургии сосудов Кафедры факультетской хирургии Первого Московского медицинского института им. И. М. Сеченова. Защитил докторскую диссертацию на тему «Обходное шунтирование и протезирование кровеносных сосудов» (Москва, 1960). В 1969-86 годах работал старшим научным сотрудником и (с 1975 года) заведовал отделом микрохирургии Всесоюзного научного центра хирургии АМН СССР. В 1986-92 годах заведовал Кафедрой микрохирургии Центрального института усовершенствования врачей в Москве. Более 25 лет служил научным редактором Реферативного медицинского журнала (раздел «Хирургия»). В 1993—1994 гг. преподавал хирургию сосудов и микрохирургию на Международных курсах по микрохирургии в Москве. С 1994 г. работал в Израиле в качестве консультанта по микрохирургии в Медицинском центре «Ассаф Арофе» и профессора Тель-Авивского университета. С 1998 г. работал в США сначала в качестве профессора Иллинойсского университета в Урбане-Шампейне, затем руководил клиникой Krylov Clinic for Venous Сare в госпитале Provena Covenant Medical Center (Урбана, штат Иллинойс). С 2002 года консультант по флебологии и лимфологии Национального медицинского исследовательского центра кардиологии в Москве.
Скончался 2 декабря 2021 года.

## Вклад в медицину
Основатель научного направления микрохирургии в России в применении к различным хирургическим
специальностям (пластическая хирургия, нейрохирургия, травматологическая хирургия, лечение бесплодия, детская микрохирургия, флебология, лимфология). В 1964 году вместе с академиком Б. В. Петровским впервые в СССР выполнил операцию по пересадке почки. Один из авторов методики пересадки почки. Организовал первые отделения для пересадки почки в ряде городов СССР (Минск, Ташкент, Саратов, Кемерово, Хабаровск, Иркутск, Ереван). В 1973 году занялся микрохирургией кисти; организовал службу реплантации пальцев в Москве. Впервые в СССР осуществил обходное шунтирование при окклюзии бедренной артерии. Разработал микрохирургическую методику операции на периферических нервах сосудов малого калибра. Занимался проблемами пересадки органов и тканей; осуществил пересадку кожно-подкожных лоскутов с использованием микрохирургический техники при ожогах. Вместе с сотрудниками выполнил (1984) первые операции по пересадке четырёх пальцев стопы на кисть. Занимался проблемой протезирования венозных клапанов. Автор более 200 научных публикаций.

### Избранные публикации
- Крылов В. С. и др. Хирургическое лечение атеросклеротических окклюзий аорты и магистральных артерий. — Тбилиси, 1969. — С. 500.
- Петровский Б. В., Соловьев Г. М., Говалло В. Н., Ярмолинский И. С., Крылов В. С. Пересадка почки. — М.: Медицина, 1971.
- Петровский Б. В., Крылов B.C. Хирургическое лечение реноваскулярной гипертензии. — М.:Медицина, 1968. 235 с.
- Петровский Б. В., Беличенко И. А., Крылов В. С. Хирургия ветвей дуги аорты. — М.: Медицина, 1970. — С. 180.
- Петровский Б. В., Крылов В. С. Микрохирургия. — М.: Наука, 1977. — С. 260.
- Крылов В. С. (ред.) Микрохирургия в России. Опыт 30 лет развития. — М.: ГЭОТАР-Медиа, 2005. — С. 391

## Награды
- Государственная премия СССР 1982 года (коллектив авторов) «за разработку экстренных микрохирургических операций при травматических ампутациях пальцев и кисти»[4].
- Почетный член St. Luke’s Hospital (Сент Луис, США), почетный доктор Йенского университета имени Фридриха Шиллера (Йена, Германия), действительный член Обществ хирургов Литвы, Кубы, Международного общества хирургов и Международного союза ангиологов.